# Drottningholms slotts skulpturpark

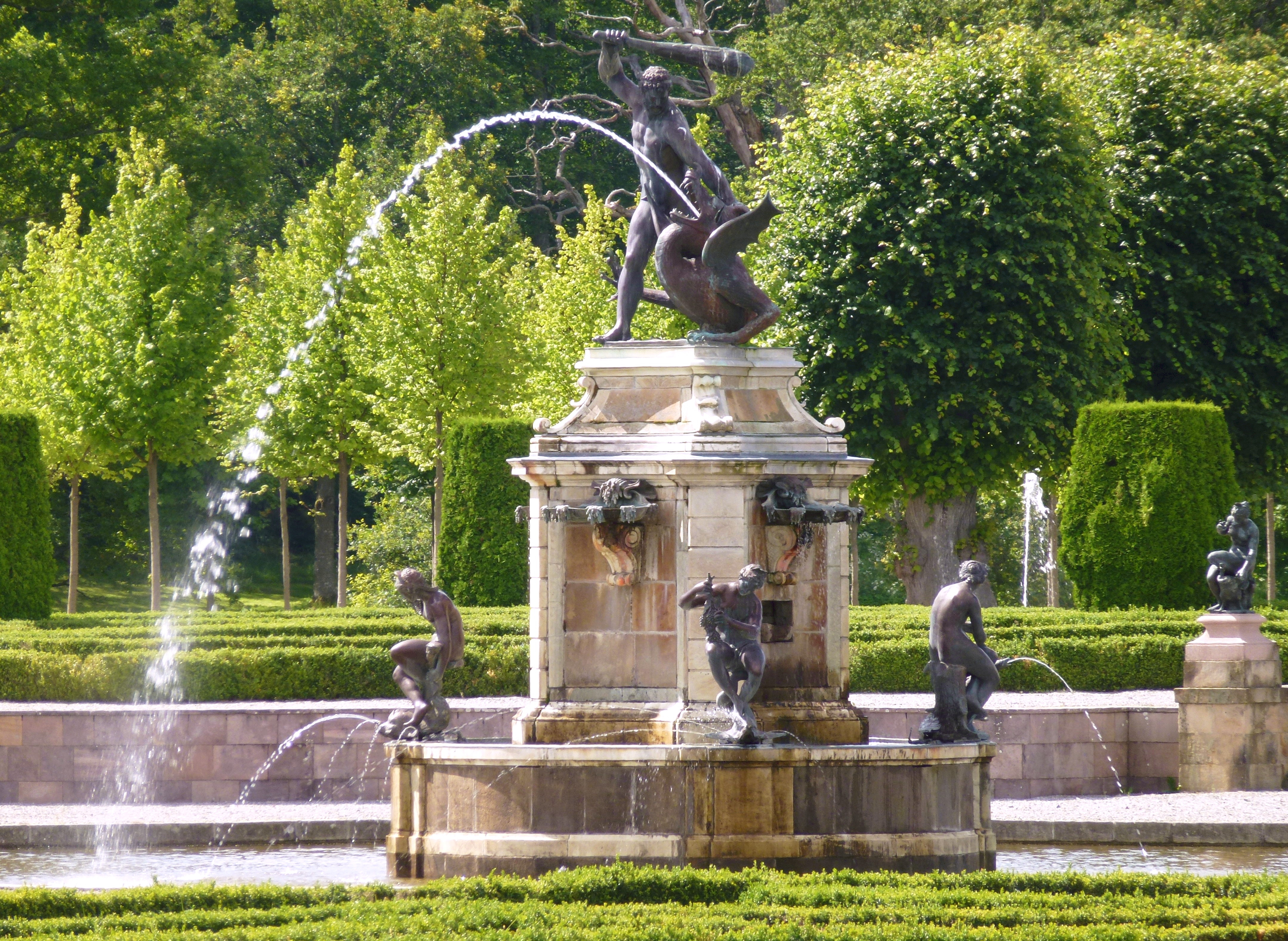
Herkulesfontänen

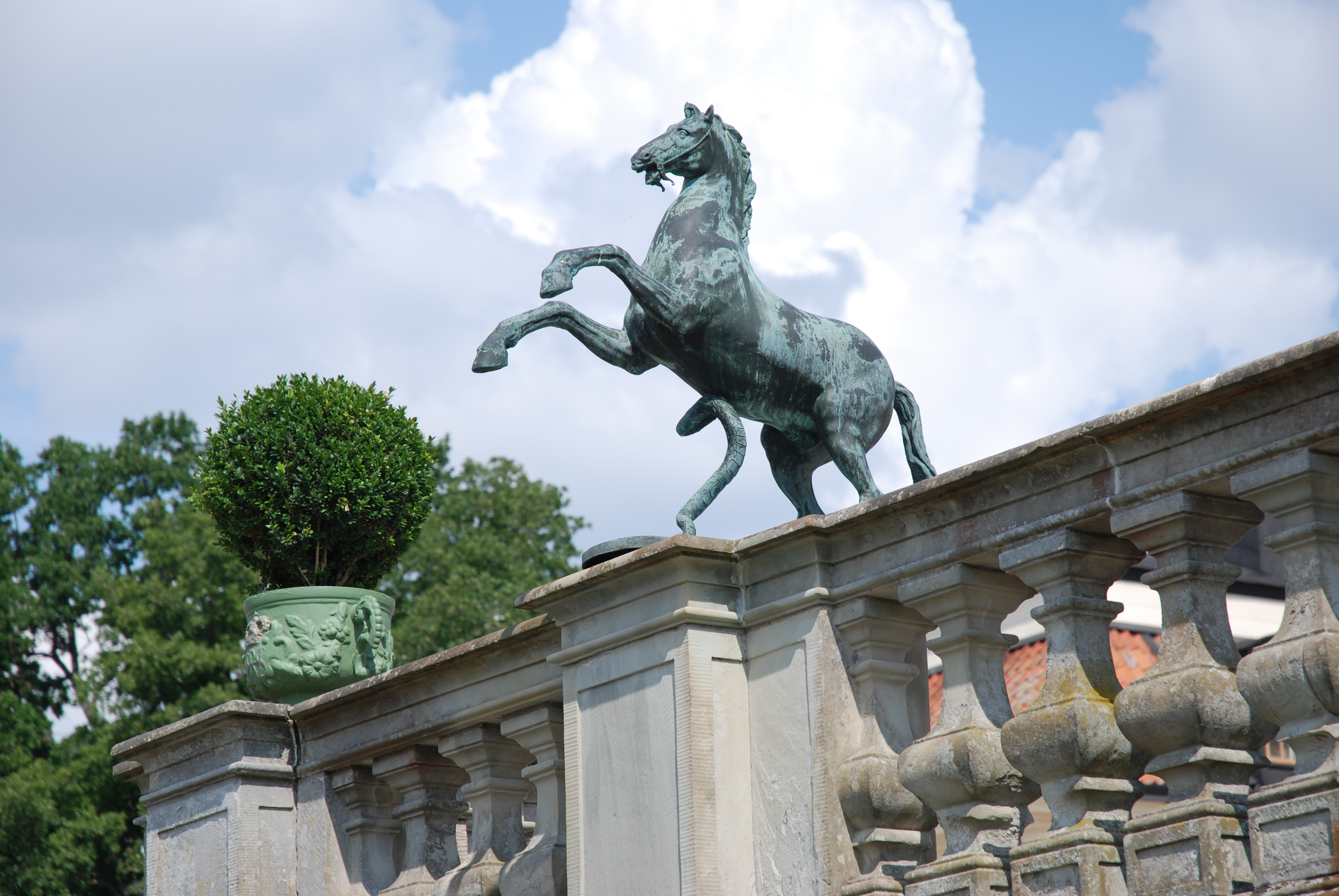
Stegrande häst med orm av Adriaen de Vries på balustraden fram slottet

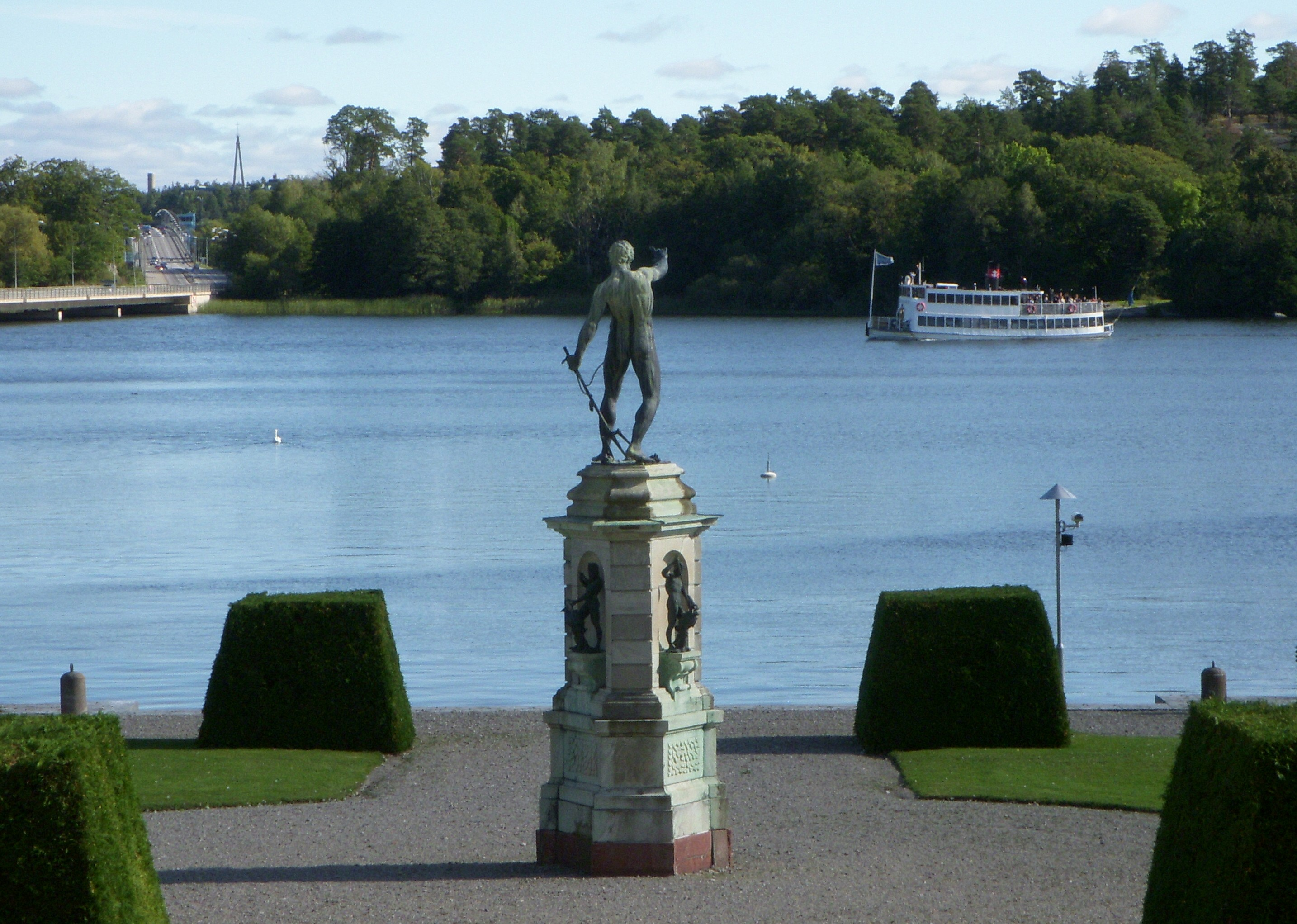
Neptunus med treudd på sjöparterren

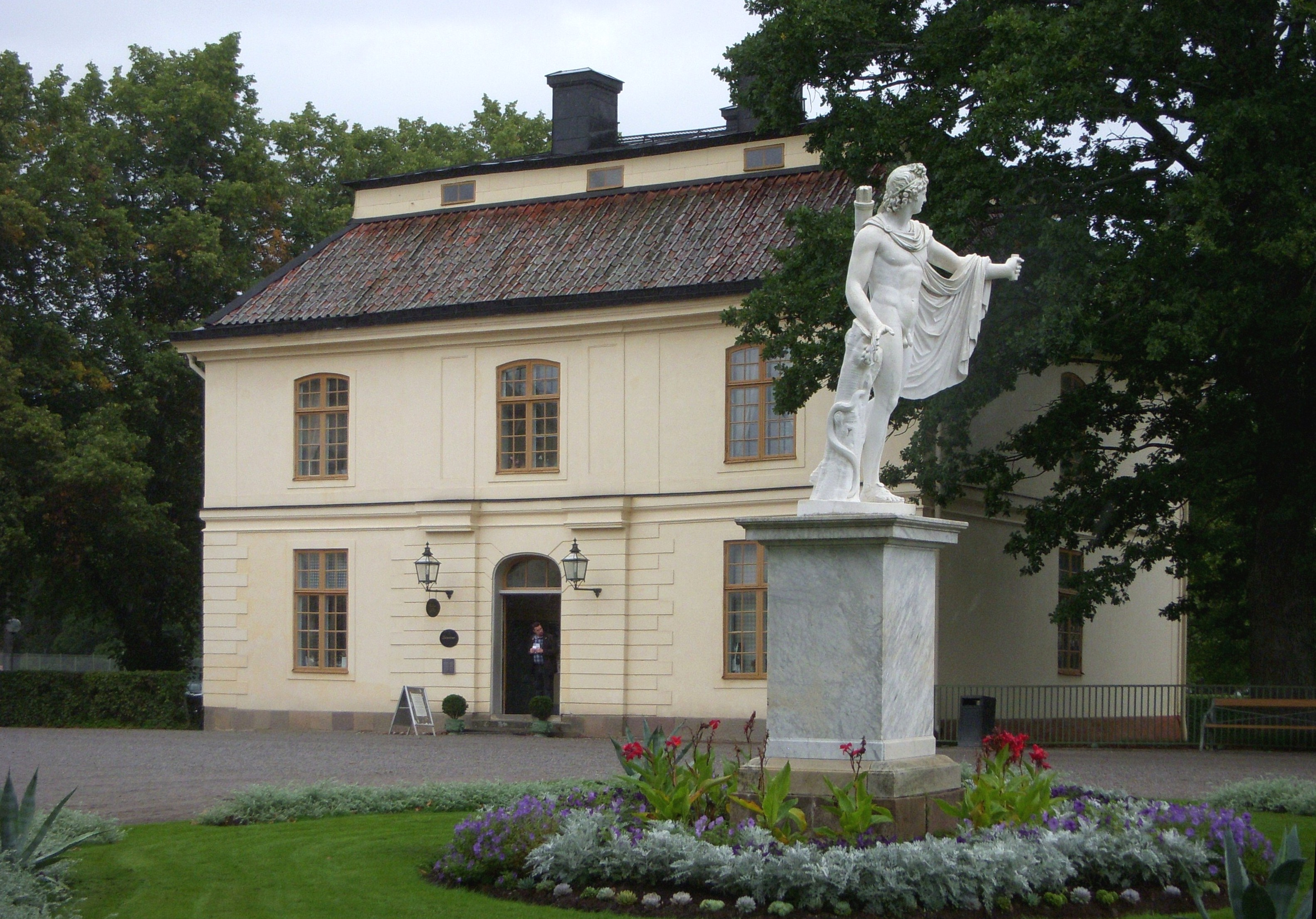
Apollo di Belvedere på Teaterplanen framför slottsteatern

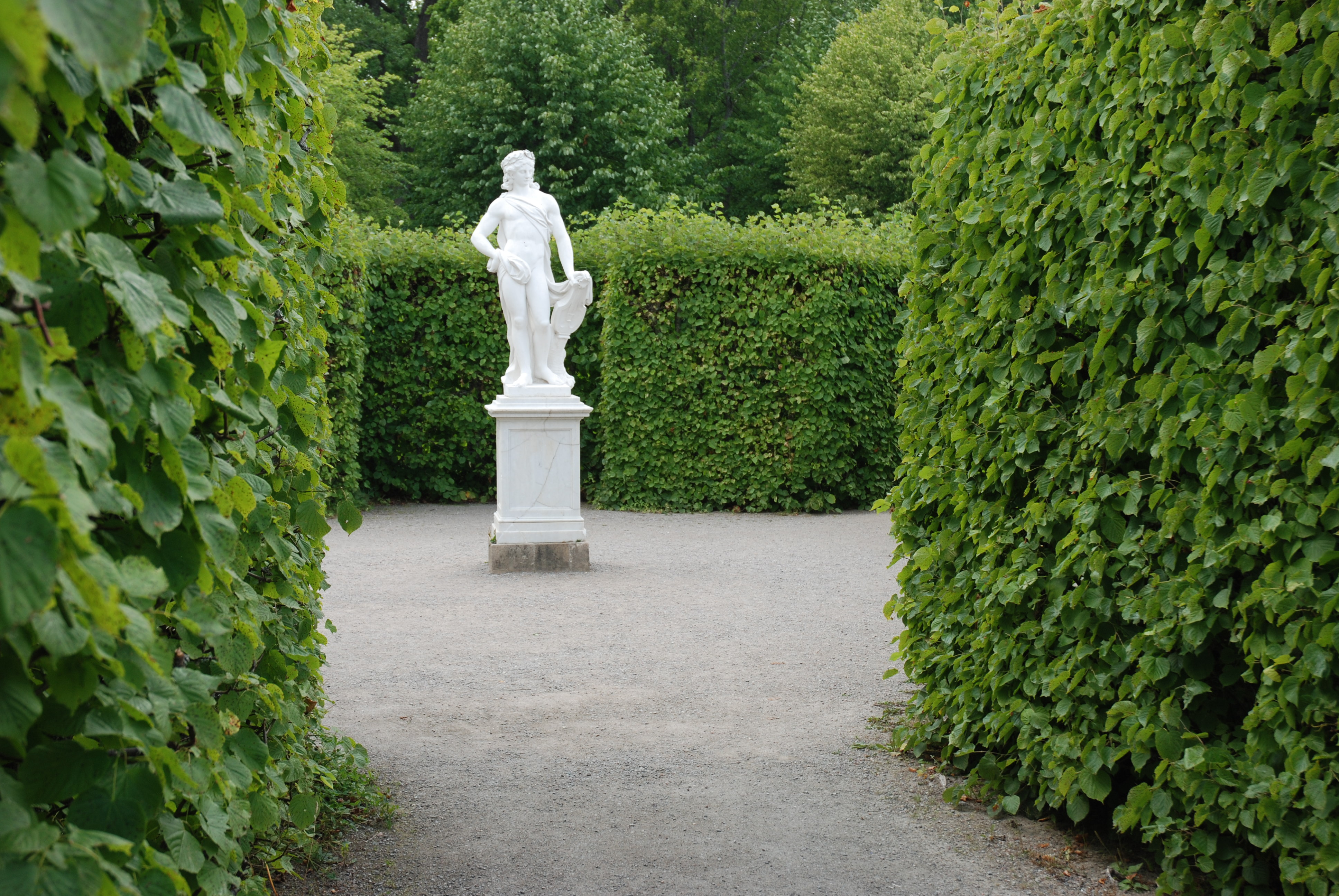
Apollo kitharoidos i sydvästra boskén i lustträdgården

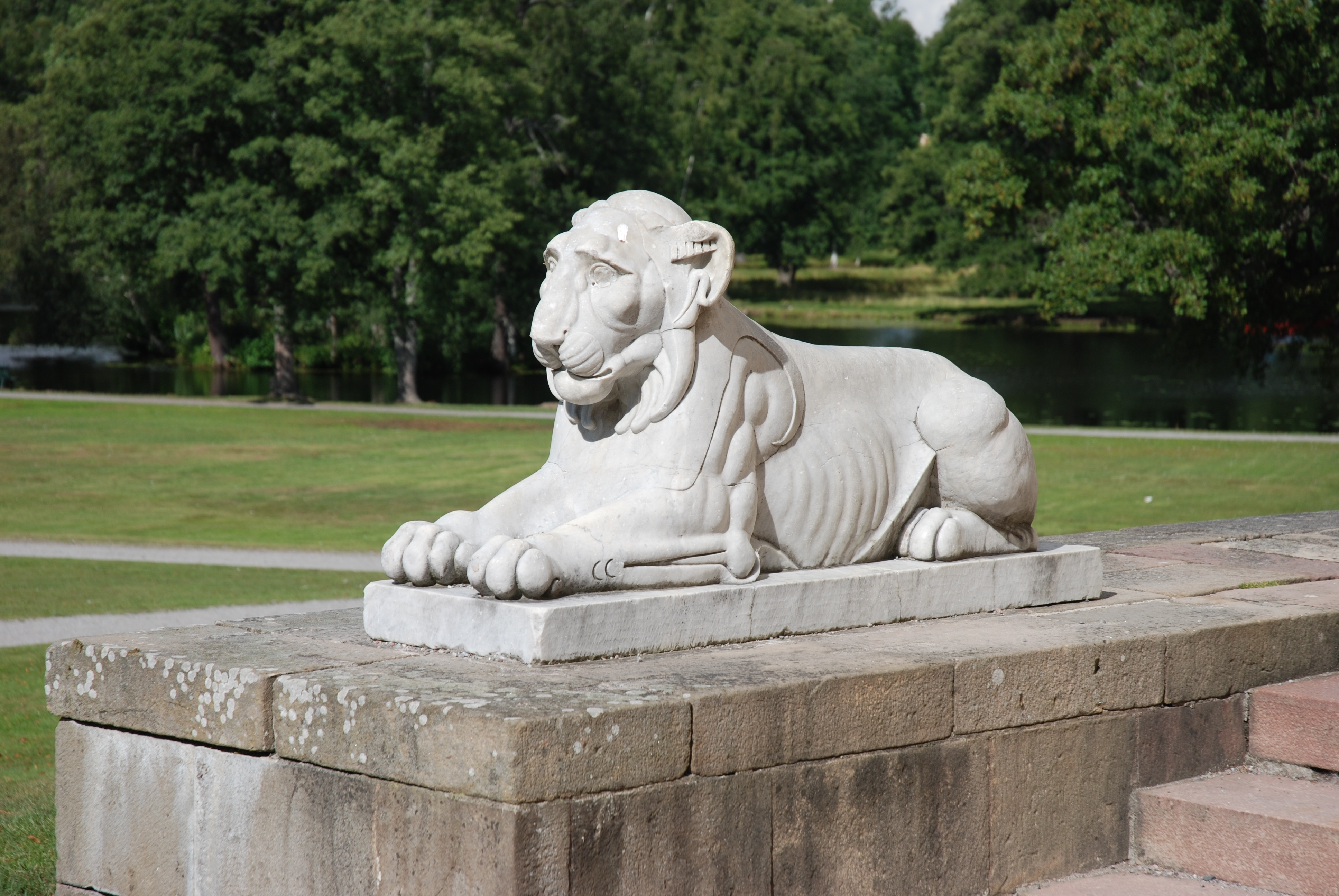
Egpyptiskt lejon utanför slottsteaterns Déjeunersalongen

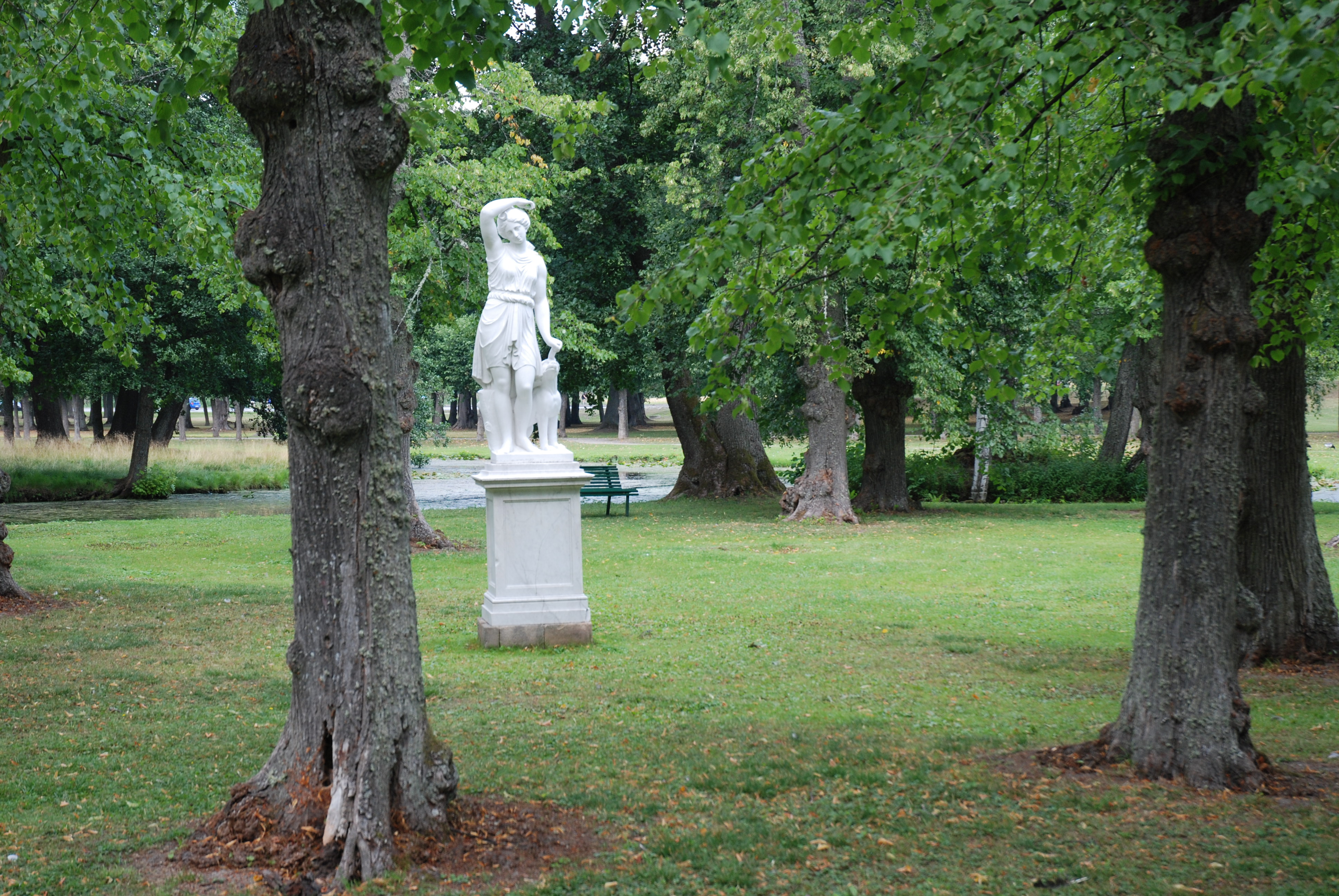
Diana på Dianas ö

Drottningholms slotts skulpturpark, som är Sveriges äldsta skulpturpark, ligger i Drottningholms slottspark på Lovön i Mälaren.
Drottningholms slottspark började i sin nuvarande form anläggas på 1670-talet under änkedrottningen Hedvig Eleonora i samband med att den första etappen av byggandet av det nuvarande slottet närmade sig sin fullbordan. Skulpturer var en självklar del av barockens trädgårdskonst och redan från 1684 började Hedvig Eleonora placera ut ett antal skulpturer av Adriaen de Vries i parken utanför slottet. Dessa skulpturer var en del av de krigsbyten som tagits av svenska arméer, dels i juli 1648 i trettioåriga krigets slutskede i Prag och dels under kriget med Danmark 1658–60 på Frederiksborgs slott 1659.
Vid slutet av frihetstiden var 28 skulpturer utplacerade i slottsparken, vilket var ett avsevärt antal i det då i övrigt skulpturfattiga Sverige. Alltsedan dess har Drottningholms slott varit den största skulpturparken i Sverige. Parken har numera 46 friskulpturer.

## Barockträdgårdens skulpturer
Huvuddelen av skulpturerna vid Drottningholms slott har placerats ut under två perioder: dels i samband med anläggandet av barockträdgården under Hedvig Eleonora i slutet av 1600-talet, dels i samband med anläggandet av den engelska parken under Gustav III under slutet av 1700-talet. 
I barockträdgården dominerar ett drygt tjugotal bronsskulpturer av Adriaen de Vries, varav flertalet tidigare stått i Wallensteinträdgården i Prag. De mest framträdande av dem är den av Nicodemus Tessin d.y. koncepierade Herkulesfontänen centralt i lustträdgården och Neptunus med treudd på sjöparterren på en hög pelare med tre mindre stående flodgudsskulpturer i nischer i pelaren.
Förutom bronsskulpturerna finns fyra marmorskulpturer utomhus från denna tid. På ömse sidor av entrén på sjösidan finns ett lejon i marmor, som eventuellt kommer från Frederiksborgs slott. I två nischer i slottets västra yttervägg finns marmorskulpturer av  två stående mansfigurer: Herkules och Efab.

## Skulpturer under Gustav IIIs tid
Gustav III övertog Drottningholms slott av sin mor Lovisa Ulrika 1777 och tog initiativ till en betydande utvidgning av slottsparken åt nordväst i en friare stil än den, i huvudsakligen franska, barockstil som den befintliga lutsträdgården skapats i. I samband med detta lät han inköpa fjorton marmorskulpturer från Italien. Många av dessa kopior av antika skulpturer valde han själv ut under sin vistelse i Italien 1783-1784, bland annat i Rom och i Carrara. Den mest kända av antikskulpturerna i parken är en italiensk 1700-talskopia av Apollo di Belvedere, vilken placerades på planen framför slottsteatern och som också blev en utgångspunkt för Johan Tobias Sergels senare Gustav III:s staty på Skeppsbron i Stockholm.  
Flertalet av de vita marmorskulpturerna placerades efter tidens mönster ut i den nya engelska parken på ett sätt som gjorde att, som Gustav III uttryckt det, "de blir effektfullt sedda på långt håll", det vill säga utgjorde perspektiviska blickpunkter eller tjänade som överraskande blickfång vid promenader i parken. De står oftast en och en i den nyare delen av parken, men Castor och Pollux placerades som fondskultur på krönet av Munckens kulle i slutet av huvudaxeln genom barockträdgården, med Faun på sluttningen nedanför, och Apollo med lyran (Apollo kitharoidos) ställdes i Lövteatern i barockdelens sydvästra boské.

## Förändringar under senare tid
Oskar II köpte 1845 in marmorskulpturen Amor med juvelskrinet av Johan Niclas Byström, som placerades på Josefinaholmen mellan Karusellplan och Svanhusholmen men efter en vandalisering 1980 bli magasinerad. Bronsskulpturen Liten pojke av icke känd konstnär sattes upp 1890 på grindstolpen nära Sjöflygeln.
Bronsskulpturerna av Adriaen de Vries är numera utbytta mot avgjutna kopior. Fjorton av originalen förvaras i Museum de Vries på Drottningholmsmalmen. De under 1700-talet inköpta italienska kopiorna i marmor av antika skulpturer har ersatts av nygjutna kopior i konststen. Flora Farnese i marmor står numera i Orangerimuseet vid Ulriksdals slott i Solna. I några fall har också placeringen ändrats, framför allt genom att de fyra statyerna av Demosthenes, Germanicus, Antinous och Herkules år 1955 flyttades från Filosofernas lund nära Ekerövägen till kajen mellan slottet och ångbåtsbryggan.
Ett antal av bronsstatyerna står sedan 1981 inom slottets skyddsområde och är därmed inte tillgängliga att beses av allmänheten på nära håll. Några av dem kan beses i original i Museum de Vries.

## Utplacerade skulpturer

### Under Hedvig Eleonoras tid
- Herkules, marmor, i nisch i slottets västra vägg
- Efab, marmor, i nisch i slottets västra vägg
- två lejon i marmor, vid östra entrén till slottet
- Herkulesfontänen, med Herkules i strid med draken och flodgudinnor i brons, i lustträdgården mellan parterrerna, av Adriaen de Vries
- Neptunus med treudd med tre flodgudar i nischer i pelaren, brons, av Adriaen de Vries, sjöparterren
- Dygdens seger över lasten, brons, av Adriaen de Vries, vid östra entrén till slottet
- Stegrande häst med orm, Merkurius som håller en krona över ett lejon, Viktoria som håller en krans över ett lejon och Häst i trav, brons, balustraden på slottets västra sida mot broderiparterrerna, av Adriaen de Vries
- Sittande flodgud med treudd och kruka och Sittande kvinna med gås, brons, av Adriaen de Vries, på muren nära Herkulesfontänen
- Neptunus med treudd och hund och Laokoon och hans söner, brons, av Adriaen de Vries, i jämnhöjd med Herkulesfontänen i lustträdgården
- Bacchus med ung satyr och Apollo med båge, brons, av Adriaen de Vries, vid trädgårdsgrindarna till lustträdgården
- Brottare och Venus och Adonis, brons, av Adriaen de Vries, vid mittgången nedanför trappan till lustträdgården
- Två tritoner, brons, av Adriaen de Vries, fontäner i små ovala bassänger vid parterrerna nära trappan till terrassen

### Under Gustav IIIs tid
- Apollo di Belvedere, konststen, teaterplanen framför slottsteatern
- Castor och Pollux, konststen, Munckska backen
- Apollo med lyran (Apollo kitharoidos, Amphion) konststen, lövteatern, sydvästra boskén
- Herkules Farnese, Antinous, Germanicus och Demostenes, konststen, kajen mellan slottet och ångbåtsbryggan
- två egyptiska lejon, marmor, vid slottsteaterns déjeunersalong
- Diana. konststen, Dianas ö
- Faun, i engelska parken mot Ekerövägen
- Mars, konststen, mellan Karusellplan och lustträdgården
- Ares Ludovisi, konststen, på ängen mellan Götiska tornet och Grindstugan
- Flora Farnese, konststen, Floras kulle

### Under senare tid
- Liten pojke, brons, okänd konstnär, troligen från 1600-talet, södra grindstolpen vid Sjöflygeln[1]

## Fotogalleri

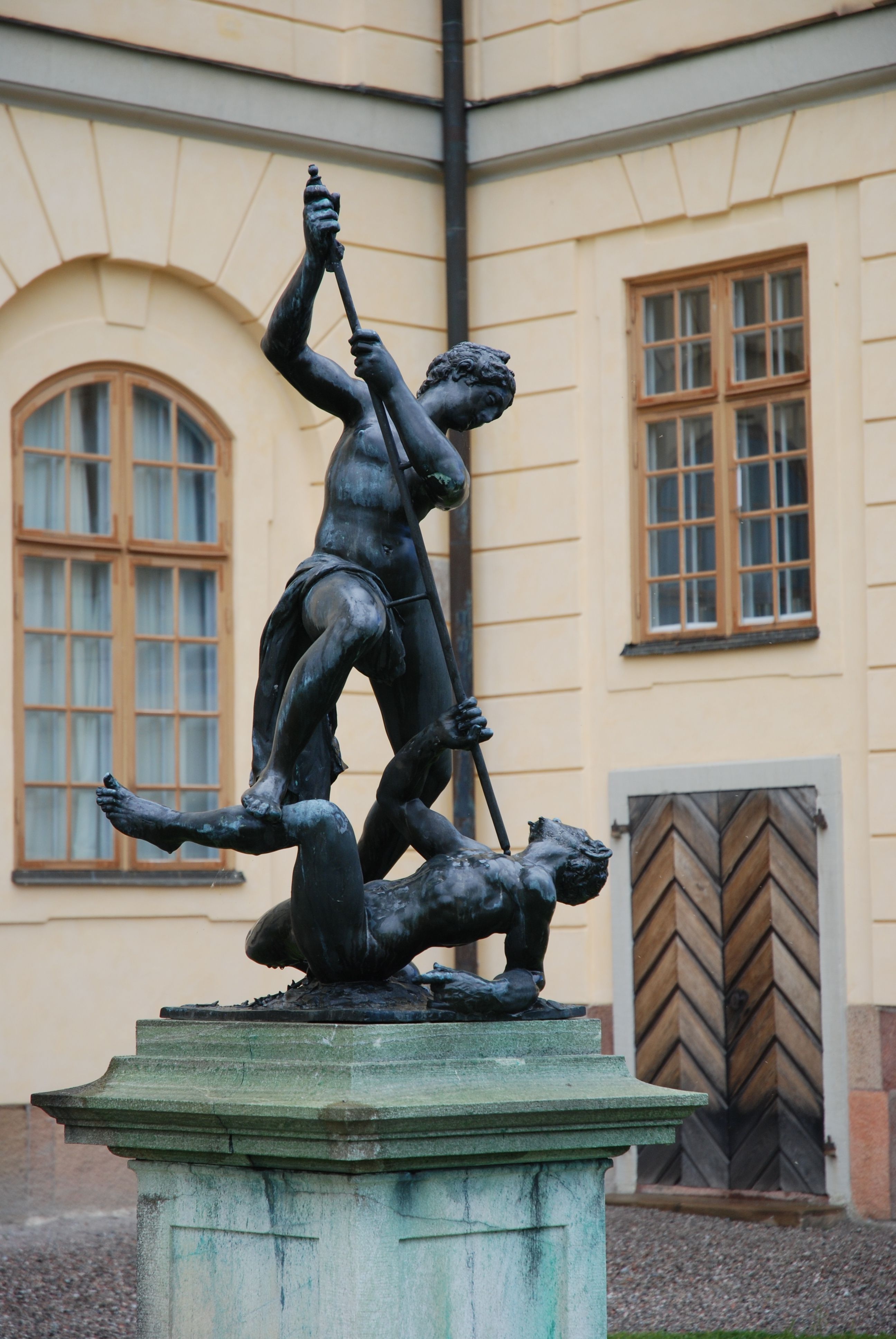
Dygdens seger över Lasten av Adriaen de Vries utanför östra fasaden
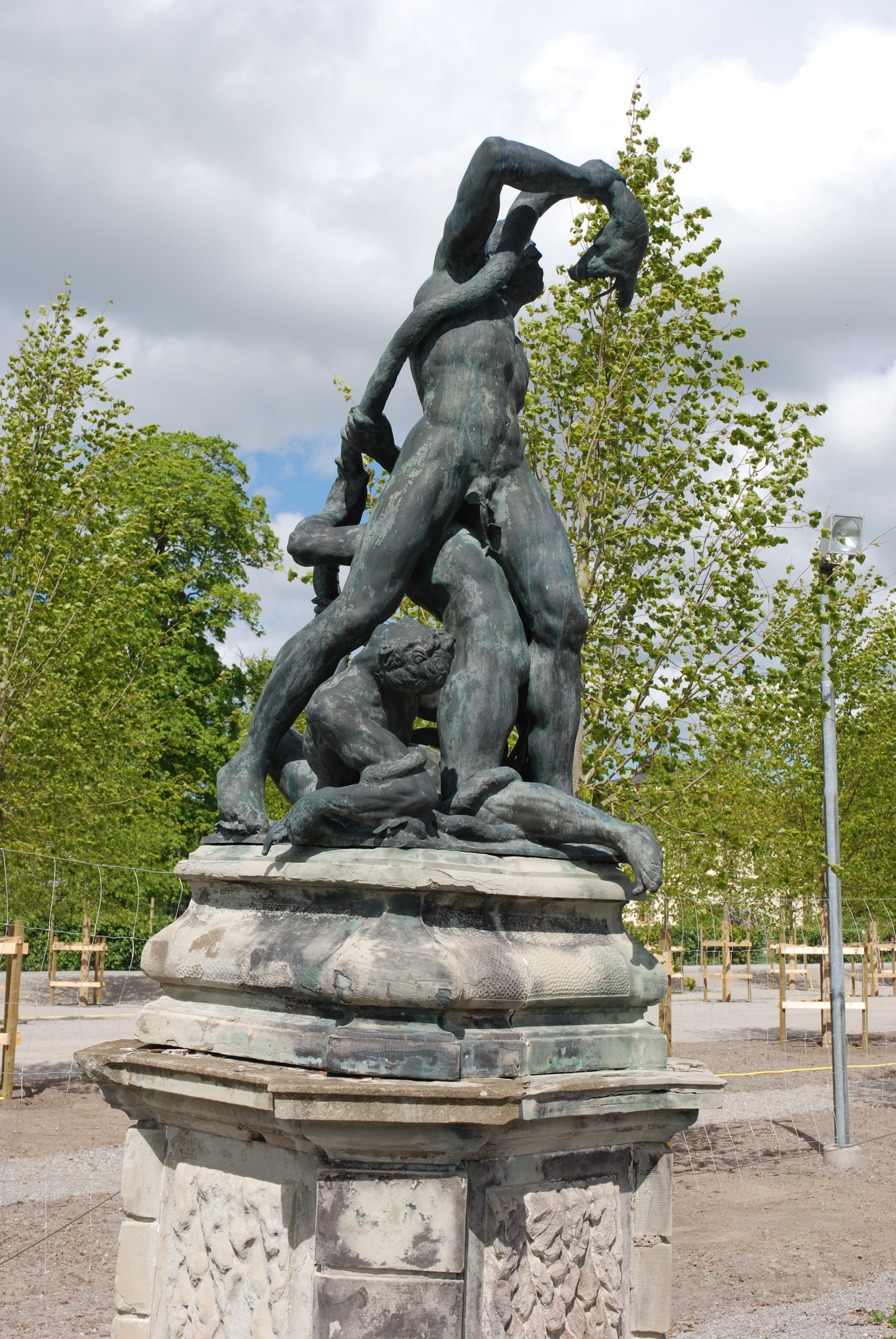
Laokoon och hans söner av Adriaen de Vries i lustträdgården
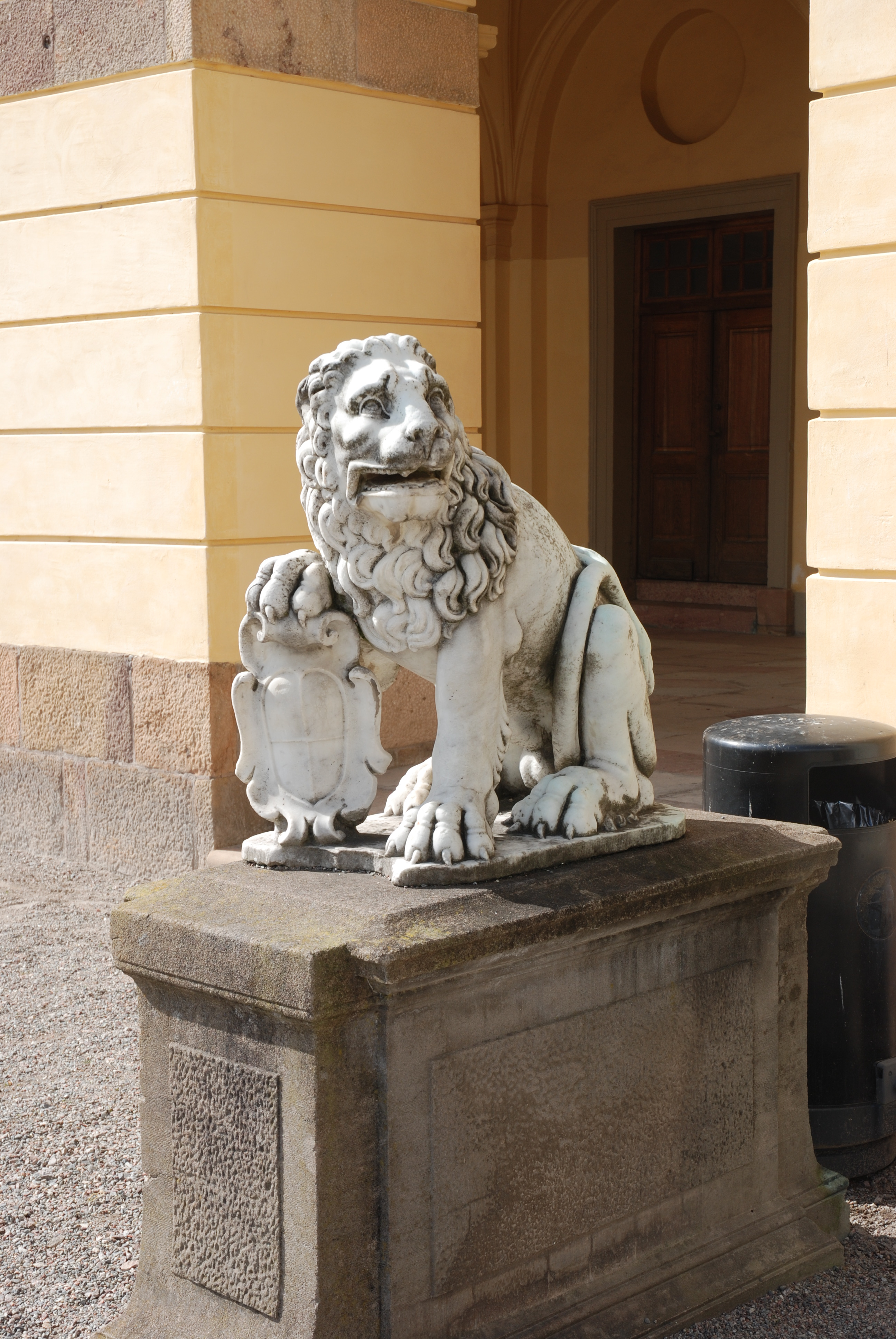
Marmorlejon vid entrén på östra fasaden
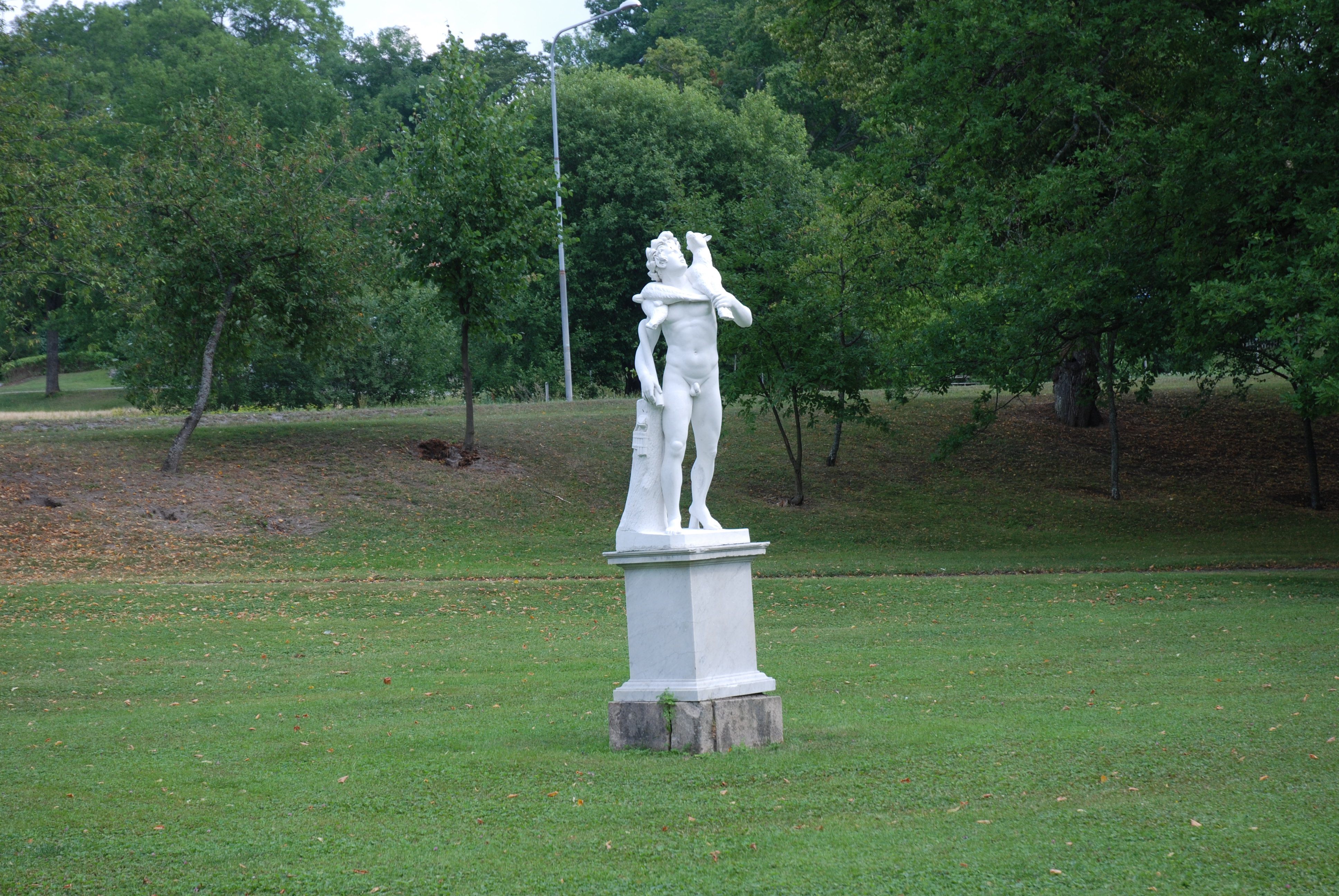
Faun i engelska parken mot Ekerövägen
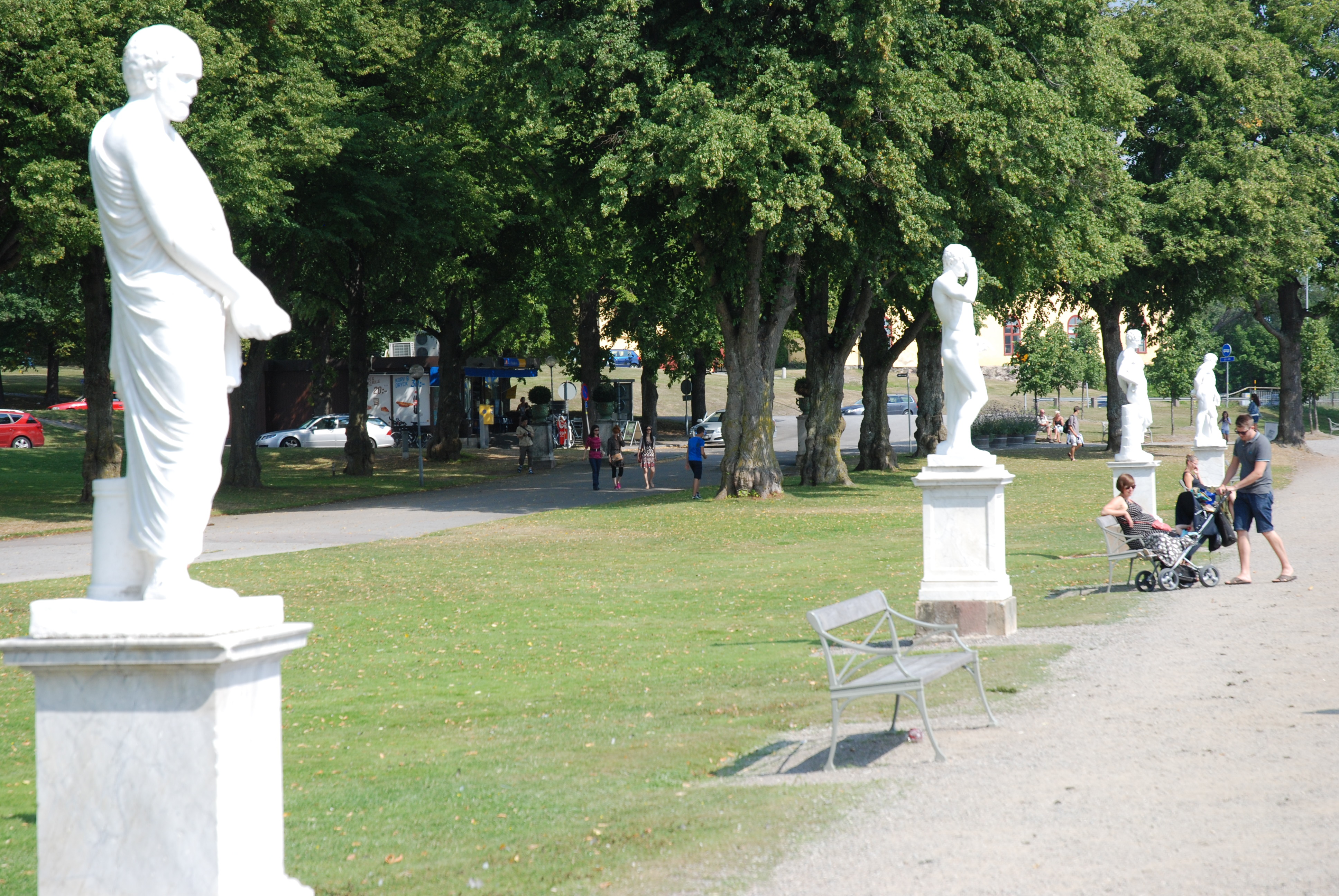
Demostenes med flera på kajen mot ångbåtsbryggan
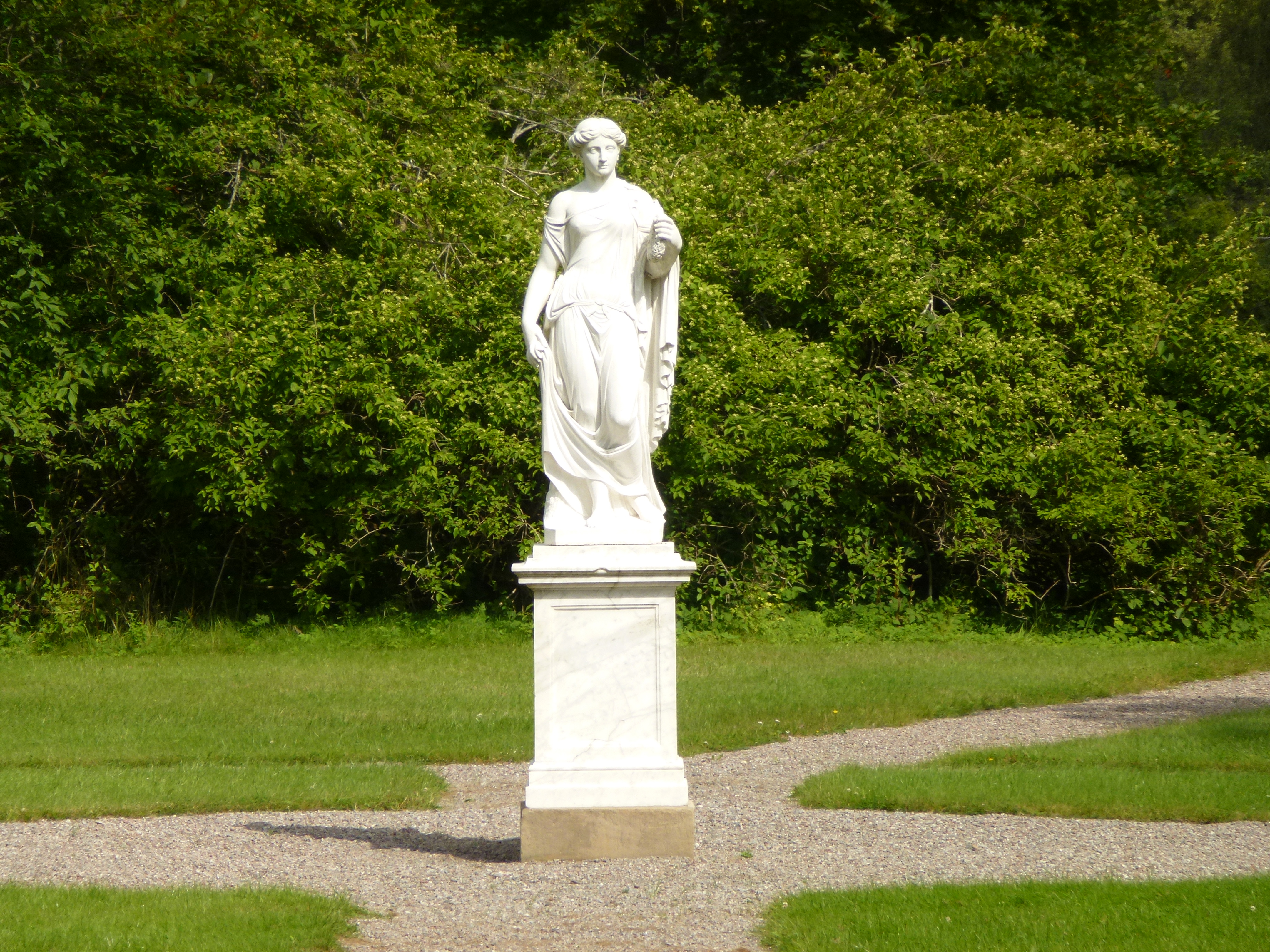
Flora Farnese på Floras kulle